# متامث
متامث (به انگلیسی: Metamath) زبانی برای توسعه تعاریف و برهان‌های ریاضیات صوری همراه با بررسی برهان و پایگاه داده در حال رشدِ هزاران قضایای اثبات شده با پوشش نتایجی مرسوم در منطق، نظریه مجموعه‌ها، نظریه اعداد، نظریه گروه‌ها، جبر، آنالیز و توپولوژی است همچنین موضوعاتی در فضاهای هیلبرت و منطق کوانتومی.